# روزنکرانتز و گیلدنسترن مرده‌اند
روزنکرانتز و گیلدنسترن مرده‌اند نمایش‌نامه‌ای ابسورد و تراژیکمدی اگزیستانسیالیستی از تام استوپارد است که برای نخستین بار در سال ۱۹۶۶ در جشنوارهٔ فرینج ادینبرا به روی صحنه رفت. در سال ۱۹۹۰ استاپارد فیلمی به همین نام از روی نمایش‌نامه ساخت.